# Distretto di Hwange
Il distretto di Hwange è uno dei 7 distretti che compongono la Provincia del Matabeleland Settentrionale, in Zimbabwe. Ha una popolazione di 144.813 abitanti e una superficie di 27311 km². Ha come capoluogo Hwange.

## Demografia
| Censimento (Anno) | Popolazione       |
| ----------------- | ----------------- |
| 2002              | 132.459           |
| 2012              | 133.940 (+0,126%) |
| 2022              | 144.813 (+0,75%)  |